# Кызылжулдыз (Северо-Казахстанская область)
Кызылжулдыз (Кызыл Жулдыз) (каз. Қызылжұлдыз) — упразднённое село в Аккайынском районе Северо-Казахстанской области Казахстана. Село входило в состав Лесного сельского округа. Упразднено постановлением акимата Северо-Казахстанской области от 18 июня 2010 года.

## Население
В 1999 году численность населения села составляла 216 человек (112 мужчин и 104 женщины). По данным переписи 2009 года, в селе проживало 6 человек (4 мужчины и 2 женщины).